# آلدو چیکولینی
آلدو چیکولینی (ایتالیایی: Aldo Ciccolini; تلفظ ایتالیایی: [ˈaldo tʃikkoˈlini]؛ ۱۵ اوت ۱۹۲۵ – ۱ فوریه ۲۰۱۵) نوازنده پیانو اهل ایتالیا بود.
او دانش‌آموختهٔ «کنسرواتوار ناپل» بود و در سال ۱۹۶۹ میلادی، تابعیت کشور فرانسه را پذیرفت و از سال ۱۹۷۰ تا ۱۹۸۸ در «کنسرواتوار پاریس» به تدریس پیانو پرداخت. او پیشتر، رئیسِ داورانِ بخش پیانونوازیِ «رقابت‌های لون-تیبو-کرسپن» بود.